# Shangri La (álbum de Jake Bugg)
Shangri La es el segundo álbum de estudio del cantante Británico Jake Bugg, que salió a la venta el 18 de noviembre de 2013. El álbum fue producido por Rick Rubin en su estudio en Malibú, California, donde la grabación se llevó a cabo durante el verano de 2013.

## Promoción
El primer sencillo What Doesn't Kill You fue anunciado y lanzado el 23 de septiembre de 2013. El 17 de octubre de 2013, Slumville Sunrise se reveló como el segundo sencillo y el 10 de enero A Song About Love, incluyendo vídeos de promoción para los tres singles.
El álbum fue originalmente programado en noviembre de 2013 en el Reino Unido de forma integra, mientras que en los Estados Unidos  para el 14 de enero de 2014, por Island Records, como un EP de cinco canciones. Sin embargo, después de agotar todas las entradas en su tour por los Estados Unidos, el lanzamiento fue propuesto para el 19 de noviembre de 2013, un día después de la publicación en el Reino Unido.

## Lista de canciones
| N.º | Título                               | Duración |  |
| 1.  | «There's a Beast and We All Feed It» | 1:41     |  |
| 2.  | «Slumville Sunrise»                  | 2:58     |  |
| 3.  | «What Doesn't Kill You»              | 2:04     |  |
| 4.  | «Me and You»                         | 2:58     |  |
| 5.  | «Messed Up Kids»                     | 2:58     |  |
| 6.  | «A Song About Love»                  | 3:59     |  |
| 7.  | «All Your Reasons»                   | 5:08     |  |
| 8.  | «Kingpin»                            | 2:27     |  |
| 9.  | «Kitchen Table»                      | 4:55     |  |
| 10. | «Pine Trees»                         | 2:50     |  |
| 11. | «Simple Pleasures»                   | 5:02     |  |
| 12. | «Storm Passes Away»                  | 2:54     |  |

Bonus tracks
- "Strange Creatures" (Descarga Gratuita en Amazon.de)[4]
- "A Change in the Air" (Pista adicional en Japón)[5]

## Charts and certifications

### Listas semanales
| Listas(2013)                      | Posición más alta Posición |
| --------------------------------- | -------------------------- |
| Australia (ARIA)                  | 38                         |
| Austria (Ö3 Austria)              | 22                         |
| Bélgica (Ultratop flamenca)       | 14                         |
| Bélgica (Ultratop valona)         | 42                         |
| Dinamarca (Hitlisten)             | 30                         |
| Países Bajos (Album Top 100)      | 32                         |
| Francia (SNEP)                    | 61                         |
| Alemania (Media Control Charts)   | 21                         |
| Irlanda (IRMA)                    | 9                          |
| Italia (FIMI)                     | 96                         |
| Nueva Zelanda (Recorded Music NZ) | 19                         |
| Noruega (VG-lista)                | 28                         |
| Escocia (Scottish Albums Chart)   | 2                          |
| Suiza (Schweizer Hitparade)       | 19                         |
| Reino Unido (UK Albums Chart)     | 3                          |
| Estados Unidos (Billboard 200)    | 46                         |

### Listas al final del año
| Listas(2013)                       | Posición |
| ---------------------------------- | -------- |
| Belgian Albums (Ultratop Flanders) | 198      |
| UK Albums (OCC)                    | 68       |
| Listas(2014)                       | Posición |
| Belgium Albums (Ultratop Flanders) | 150      |
| UK Albums (OCC)                    | 61       |

### Certificaciones
| País              | Certificación | Ventas  |
| ----------------- | ------------- | ------- |
| Reino Unido (BPI) | Oro           | 258,061 |